# Como-Harriet Streetcar Line

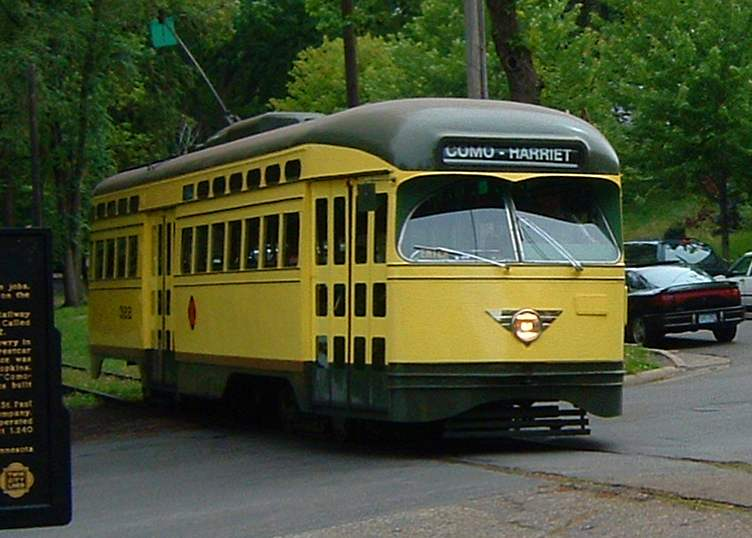
Spårvagn nr 322, PCC-spårvagn från Twin City Rapid Transit

Como-Harriet Streetcar Line är en amerikansk veteranjärnväg i Minneapolis i Minnesota. Den drivs av Minnesota Streetcar Museum och trafikerar en linje mellan Lake Harriet och Bde Maka Ska. Den följer en sträcka av en linje som Twin City Rapid Transit anlade från Lake Harriet på 1890-talet och som så småningom byggdes ut till Lake Minnetonka.
Twin City Rapid Transit upphörde med spårvagnstrafik 1954 och donerade då två av sina äldre spårvagnar med träkaross till spårvagnsentusiaster. Den ena spårvagnen, TCRT nr 1300, gavs till Minnesota Railfans Association. Spårvagn nr 1300 förvarades i det fria fram till dess den förvärvades av Minnesota Transportation Museum 1962 och därefter restaurerades. Vagnen blev körklar 1963 och användes för enstaka korta färder vid spåret vid Minnesota Transfer Railways lokstall i Saint Paul. 
Minnesota Transportation Museum hyrde från 1970 banvallen av staden Minneapolis och Minneapolis Park and Recreation Board och uppförde en mindre spårvagnshall under 
Queen Avenue Bridge. Det påbörjade därefter trafik med ström från en släpvagn meden dieseldriven generator. Linjen kompletterades 1973 med en luftledning.

## Fordon
- TCRT nr 1300 tillverkades 1908 av Twin City Rapid Transit i Saint Paul och hade en hastighet på upp till 56 kilometer/timme.
- DSR nr 265 tillverkades 1915 av Twin City Rapid Transit i Saint Paul och såldes till Duluth Street Railway året därpå
- TCRT PCC nr 322, en PCC-spårvagn, tillverkades 1946 av St. Louis Car Company för Twin City Rapid Transit

## Bildgalleri

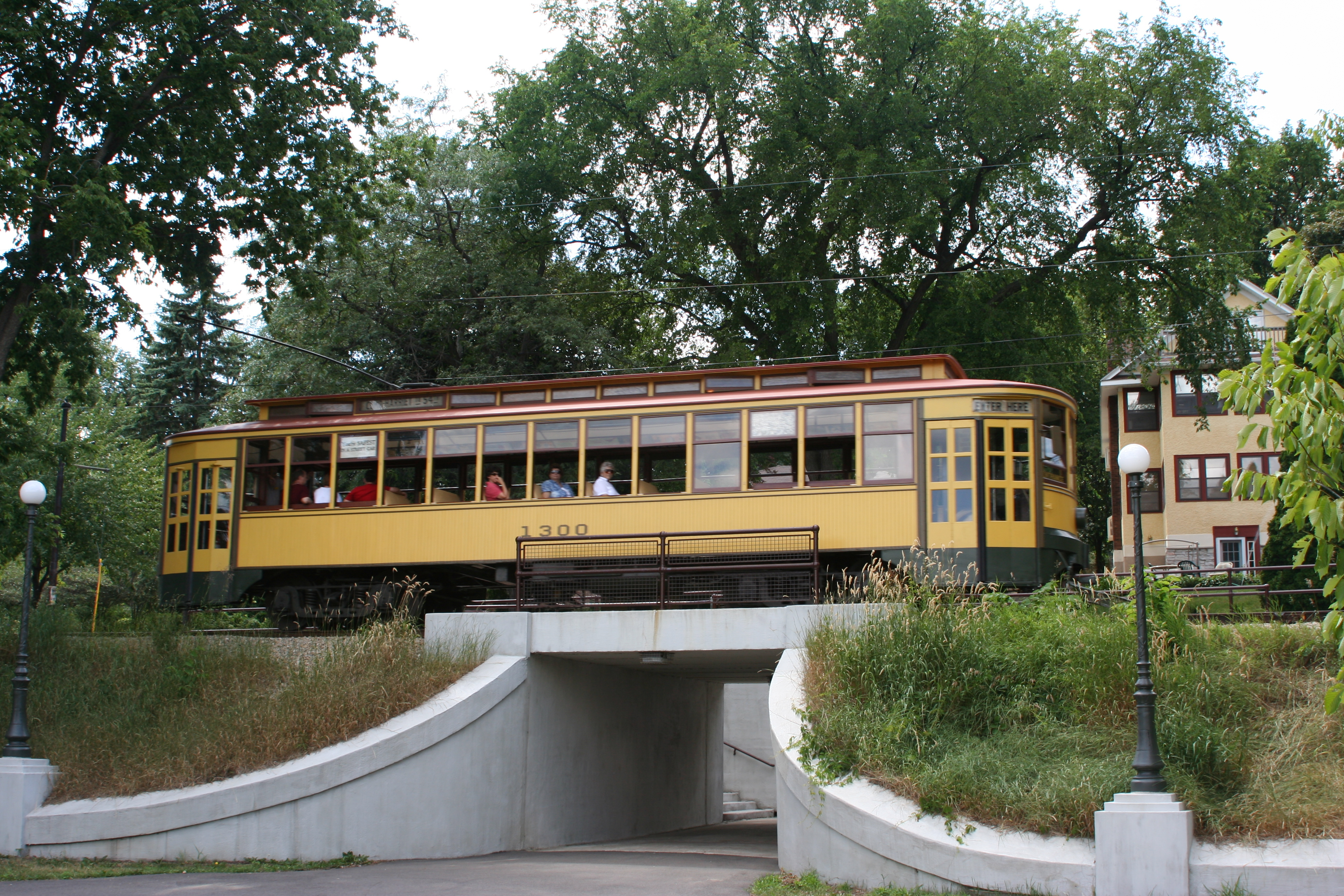
TCRT nr 1300
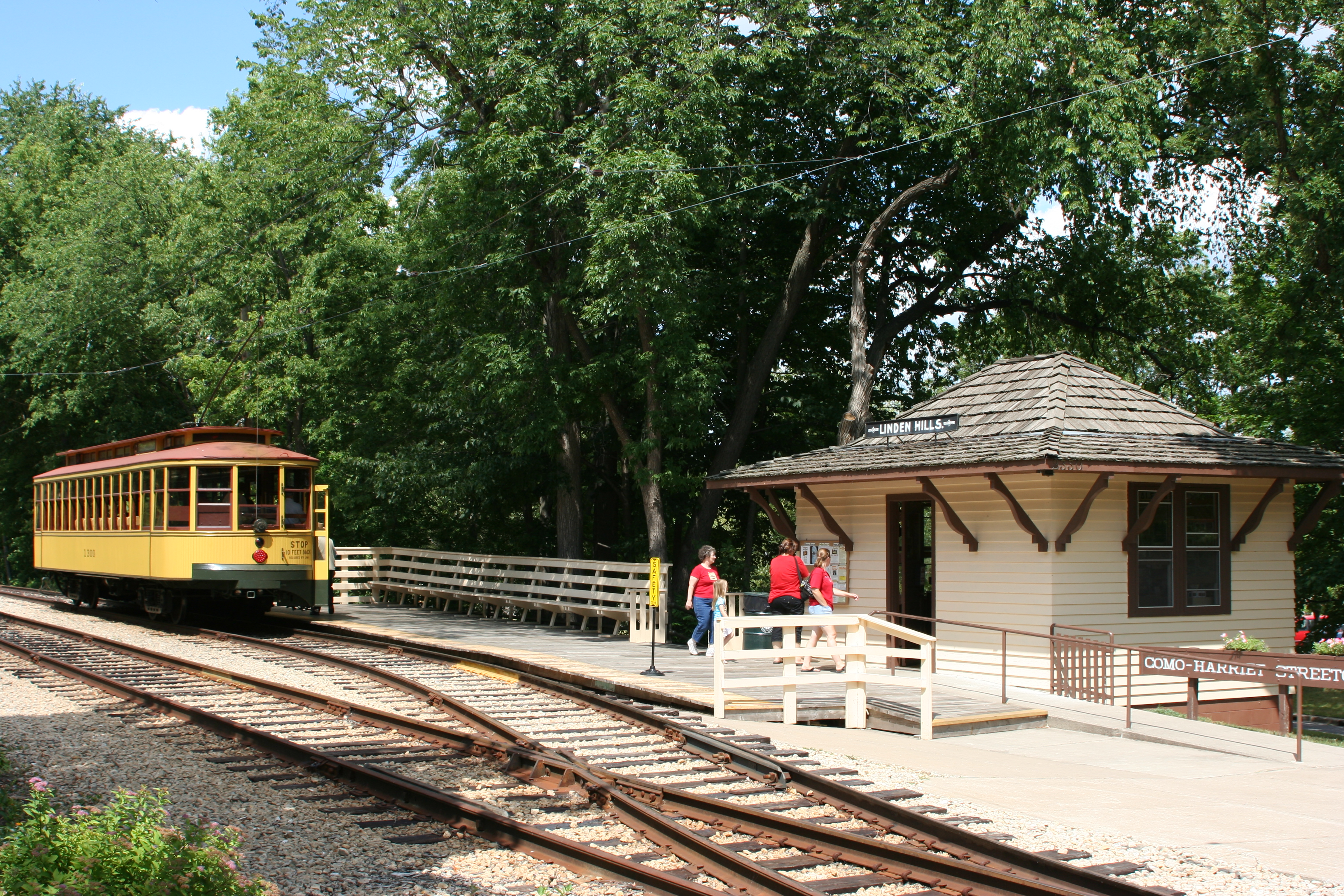
TCRT nr 1300 vid Linden Hills Station
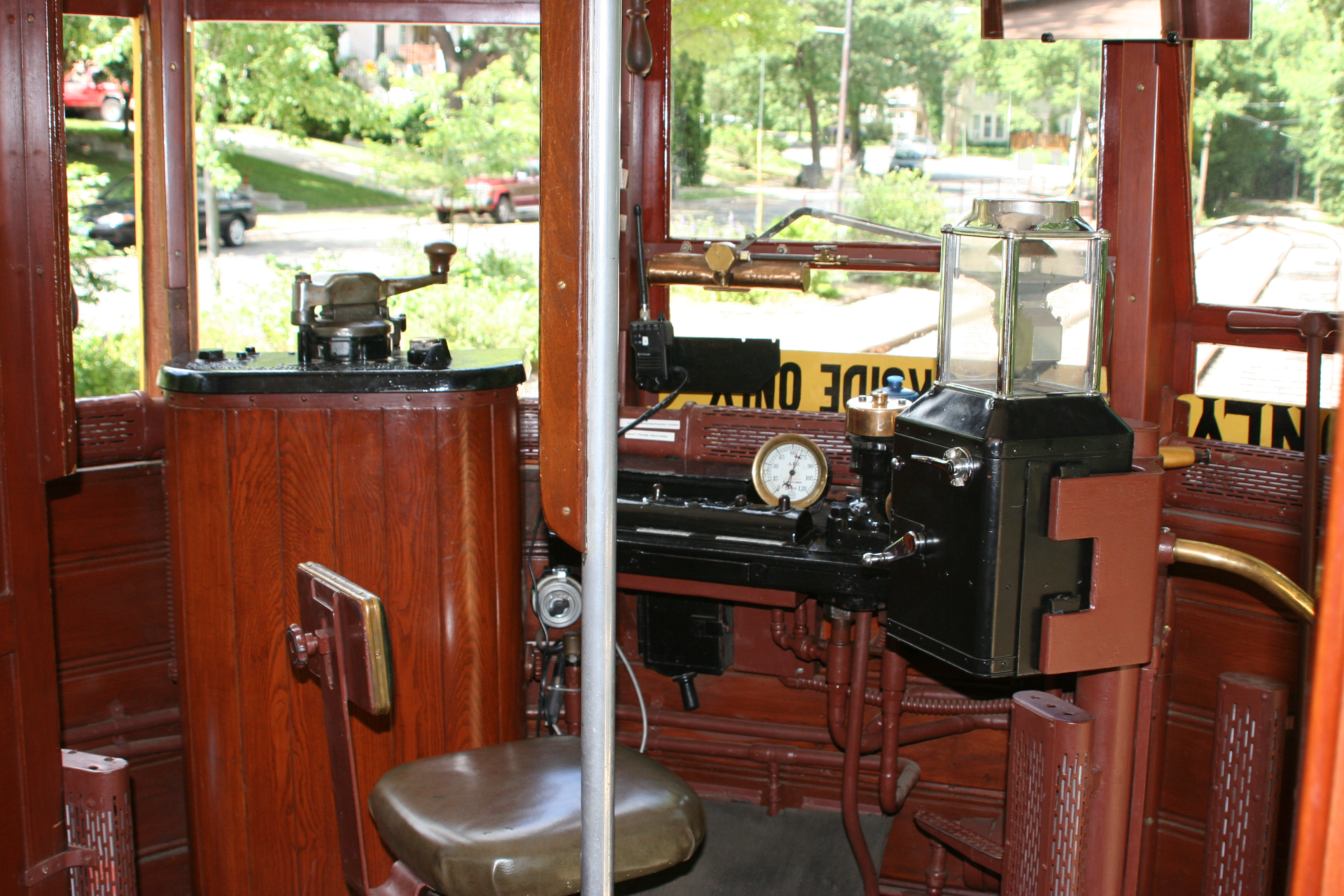
Förarhytt i TCRT nr 1300